# Holger Hofman
Holger Peter Hofman, född 2 april 1868, död 28 december 1929, var en dansk skådespelare och teaterledare.
Hofman var från 1891 anställd vid olika teatrar i Köpenhamn, bland annat Kasino och Nørrebro, 1897-1900 vid Folketeatret och 1900-14 vid Det Kongelige Teater, samt ledde 1914-19 och 1923-28 Dagmarteatret. 1920-22 verkade han som regissör vid Det lille Teater och Scala. Hofman var en fantasifull och saftig karaktärsskådespelare i den borgerliga repertoaren och spelade med drastisk effekt och också Holberg. Hans ledning av Dagmarteatret präglades av vederhäftighet och konstnärligt ansvar.